# Trachylepis nancycoutuae
Trachylepis nancycoutuae este o specie de șopârle din genul Trachylepis, familia Scincidae, descrisă de Ronald Archie Nussbaum și Raxworthy 1998. A fost clasificată de IUCN ca specie cu risc scăzut. Conform Catalogue of Life specia Trachylepis nancycoutuae nu are subspecii cunoscute.

## Galerie

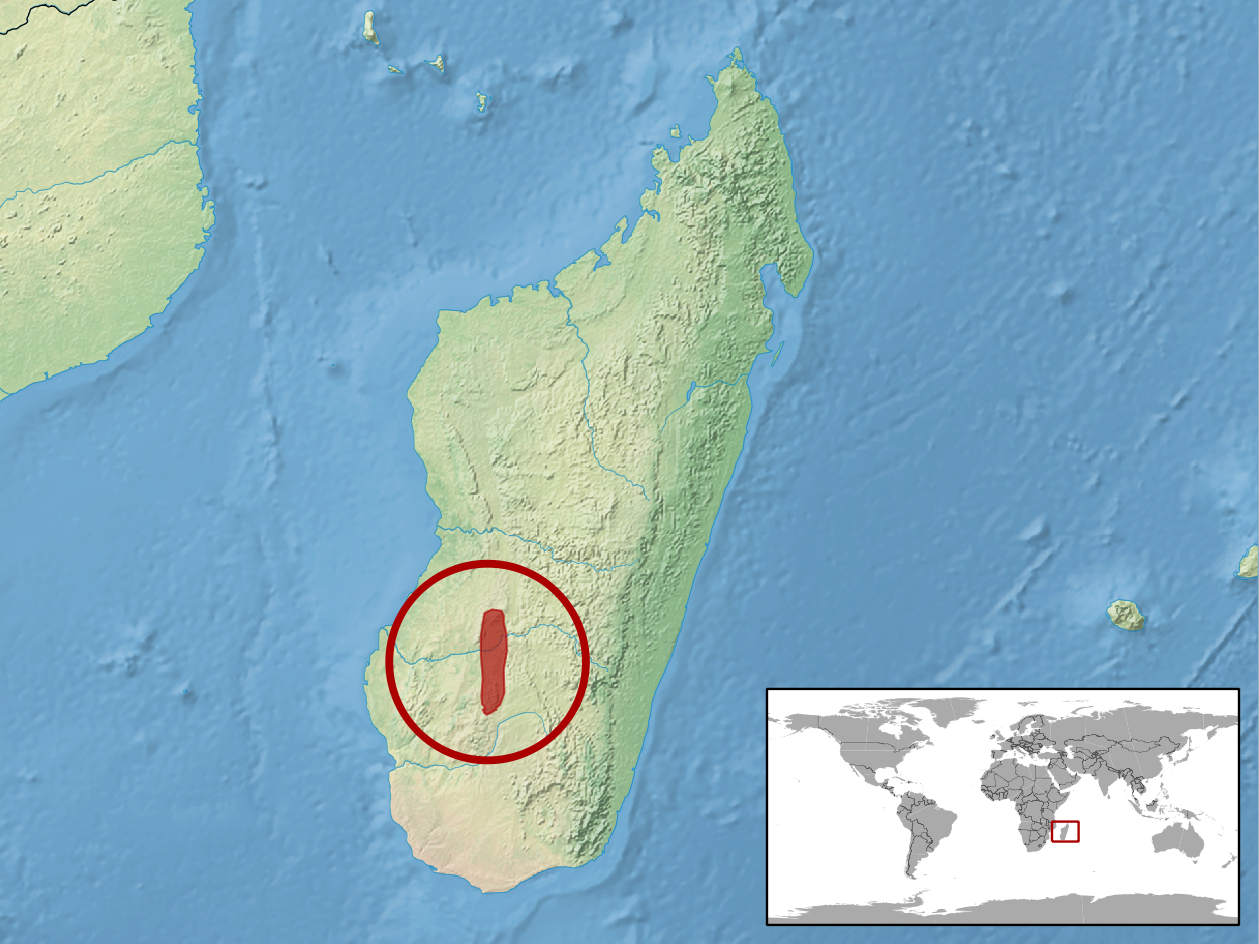